# Oriente 1ra. Sección, Comalcalco
Oriente 1ra. Sección är en ort i Mexiko.   Den ligger i kommunen Comalcalco och delstaten Tabasco, i den sydöstra delen av landet, 600 km öster om huvudstaden Mexico City. Oriente 1ra. Sección ligger 9 meter över havet och antalet invånare är 1 244.
Terrängen runt Oriente 1ra. Sección är mycket platt. Runt Oriente 1ra. Sección är det ganska tätbefolkat, med 179 invånare per kvadratkilometer. Närmaste större samhälle är Comalcalco, 2,2 km väster om Oriente 1ra. Sección. Omgivningarna runt Oriente 1ra. Sección är en mosaik av jordbruksmark och naturlig växtlighet.